# 中国共産党中央弁公庁警衛局中央警衛団
中国共産党中央弁公庁警衛局中央警衛団（ちゅうごくきょうさんとうちゅうおうべんこうちょうけいえいきょくちゅうおうけいえいだん、中国語: 中央警卫团）は、中南海等、中国共産党中央委員会の施設警備を担当する軍事組織。中国共産党中央弁公庁警衛局の指揮を受ける。61889部隊ともいう。旧8341部隊。総兵力は、約7千人。
中央警衛団は、中共中央弁公庁警衛局に所属し、その指揮を受ける。中共中央弁公庁内の任務は、警衛局長が兼任する。中国人民解放軍総参謀部は、中央警衛団の編制・後方保障・装備・訓練等を担当する。また、総参謀長は、中央警衛団の練度を定期的に検閲する。

## 歴史
1964年、中共中央弁公庁第9局（警衛局）が設置時、第9局が内部安全を担当し、中央警衛団が外部安全を担当することとされた。
1969年10月、中ソ対立の影響を受けて、毛沢東は、警備・警護体制を軍事組織に改編し、警衛局を警衛処に縮小し、後に警衛処と中央警衛団を統合した。
1976年10月6日、華国鋒は、警衛局の支援の下、江青等四人組を逮捕した。この功績により、警衛団は、警衛師に拡大され、兵力は1万人以上に達した。1978年12月、中共第11回三中全会において、中共元老により中央弁公庁の権力制限が提起され、警衛師は警衛団に縮小された。

## 編制
中央警衛団は、中国人民解放軍の通常の建制（団－営－連－排）とは異なり、団－大隊－中隊－区隊の建制を採用している。
編制の詳細は不明だが、十数個大隊を有する。特に林彪事件後には、高射機関砲・高射砲を装備する1個機砲大隊が増設された。